# Raakeind
Raakeind is een buurtschap in de gemeente Gilze en Rijen in de Nederlandse provincie Noord-Brabant. Het ligt twee kilometer ten westen van het dorp Gilze, tussen de buurtschappen Hooge Aard en Verhoven.
Dorpen: Gilze · Hulten · Molenschot · Rijen

Buurtschappen: Biestraat · Bolberg · Hooge Aard · Horst · Langereit · Nerhoven · Raakeind · Verhoven · Vossenberg · Weilerseind

Noord-Brabant: Steden en dorpen      Nederland: Provincies · Gemeenten